# Femmes fatales (album)
Pour les articles homonymes, voir Femme fatale (homonymie).
Femmes fatales est une compilation musicale de zouk du collectif Femmes fatales composé par 27 artistes dont Lynnsha, Teeyah, Jennifer Dias, Perle Lama, Kim, Stony... et sortie en 2014,.
En effet, le projet est 100% féminin et met en avant la force, le courage et l’intelligence de la femme : le Girl power.

## Listes des pistes
- Femmes fatales de Kim et Stony
- Femmes fatales pt.2 de Layannah et Emily Norman
- Femmes fatales pt.3 de Kenedy et Lylah
- Femmes fatales pt.4 de Lynnsha et Teeyah
- Femmes fatales pt.5 de Jennifer Dias et Milca
- Femmes fatales pt.6 de Jocelyne Labylle et Dominique Lorté
- Femmes fatales pt.7 de Perle Lama et Soumia
- Femmes fatales pt.8 de Tina Ly et Swé
- Femmes fatales pt.9 de Mels et Priscillia
- Femmes fatales pt.10, d'Imelie Monteiro et Lana
- Femmes fatales pt.11 de Jade et Krynn Smith
- Femmes fatales pt.12 de Nila Priss et Eymi
- Femmes fatales pt.13 de K-reen et Kenedy
- Femmes fatales pt.14 de Dory et Priscillia
- Femmes fatales pt.15 de Lynnsha et Ludy